# Philautus similipalensis
Philautus similipalensis es una especie de anfibio anuro de la familia Rhacophoridae. Es endémica del estado de Orissa, sudeste de la India. Fue nombrada en honor del parque nacional de Simlipal, el único lugar donde se ha encontrado. Se conoce muy poco de la ecología de esta especie. Se ha encontrado cerca de arroyos en hojarasca y troncos en descomposición.